# Selva Lee Metcalf
La selva Lee Metcalf es un área silvestre que se encuentra en los Estados Unidos, en el estado de Montana. Creada por una ley del Congreso en 1983, la selva está separada por cuatro parcelas: Bear Trap Canyon unit, Spanish Peaks unit, Taylor-Hilgard unit, y Monument Mountains unit. La primera unidad es manejada por la Oficina de Administración de Tierras (una agencia del Departamento del Interior de los Estados Unidos), y comprende una región de Canyonlands adyacente al río Madison. Bear Trap Canyon es la primera área designada como una selva, para ser gestionada por la Oficina de Administración de Tierras. Las otras tres secciones de la selva están gestionadas conjuntamente por el Bosque Nacional Beaverhead-Deerlodge y el Bosque nacional de Gallatin, los cuales forman parte del Departamento de Agricultura de los Estados Unidos. La selva fue nombrada en honor del difunto congresista de Montana Lee Metcalf.
La selva se encuentra protegida por el Servicio Forestal de los Estados Unidos.